# Dobrzyń (województwo opolskie)
Dobrzyń – wieś położona w Polsce, w województwie opolskim, w północno-zachodniej części powiatu brzeskiego, w gminie Lubsza.
Dobrzyń historycznie należy do Dolnego Śląska, leży na Nizinie Śląskiej, Równinie Wrocławskiej. Północną granicę wsi wyznaczają Bory Stobrawskie. Przez jego południową część przepływa rzeka Śmieszka, przez północno-zachodnią Smortawa.

## Nazwa
Miejscowość została wymieniona w zlatynizowanej, staropolskiej formie Debrin w łacińskim dokumencie wydanym w 1284 roku we Wrocławiu, w którym wymieniony jest posiadacz rycerz Sandko z Lubszy.

## Historia
W 1945 r. Dobrzyń został zasiedlony kresowiakami ze wsi Prusy, nieopodal Lwowa.
W 1997 r. powódź tysiąclecia zalała całą wieś.